# Angkofen
Angkofen ist ein Kirchdorf und Ortsteil der oberbayerischen Stadt Pfaffenhofen an der Ilm, der circa vier Kilometer nördlich der Kreisstadt liegt.

## Geschichte
Die 1818 mit dem zweiten bayerischen Gemeindeedikt begründete Gemeinde Angkofen mit den Orten Eutenhofen, Gittenbach und Grubhof verlor am 1. Januar 1972 ihre Selbständigkeit und wurde in die Kreisstadt Pfaffenhofen an der Ilm eingegliedert.

## Sehenswürdigkeiten
Die Filialkirche St. Johannes Evangelist (Patrozinium am 27. Dezember) stammt aus dem 15. Jahrhundert. Es ist eine gotische, kaum veränderte Saalkirche mit eingezogenem Chor. Sie ist in die Denkmalliste eingetragen.

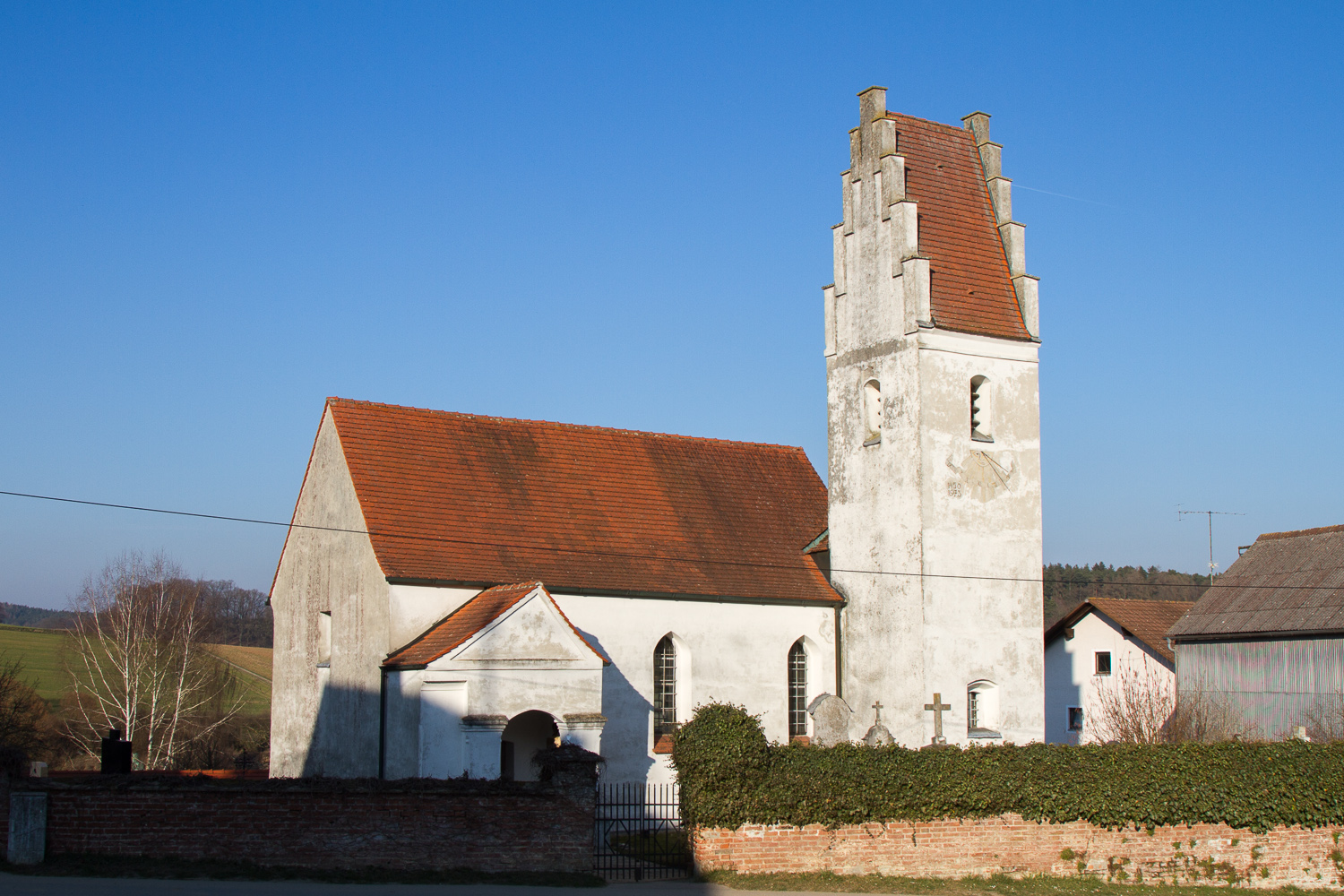
Katholische Filialkirche St. Johannes Evangelist
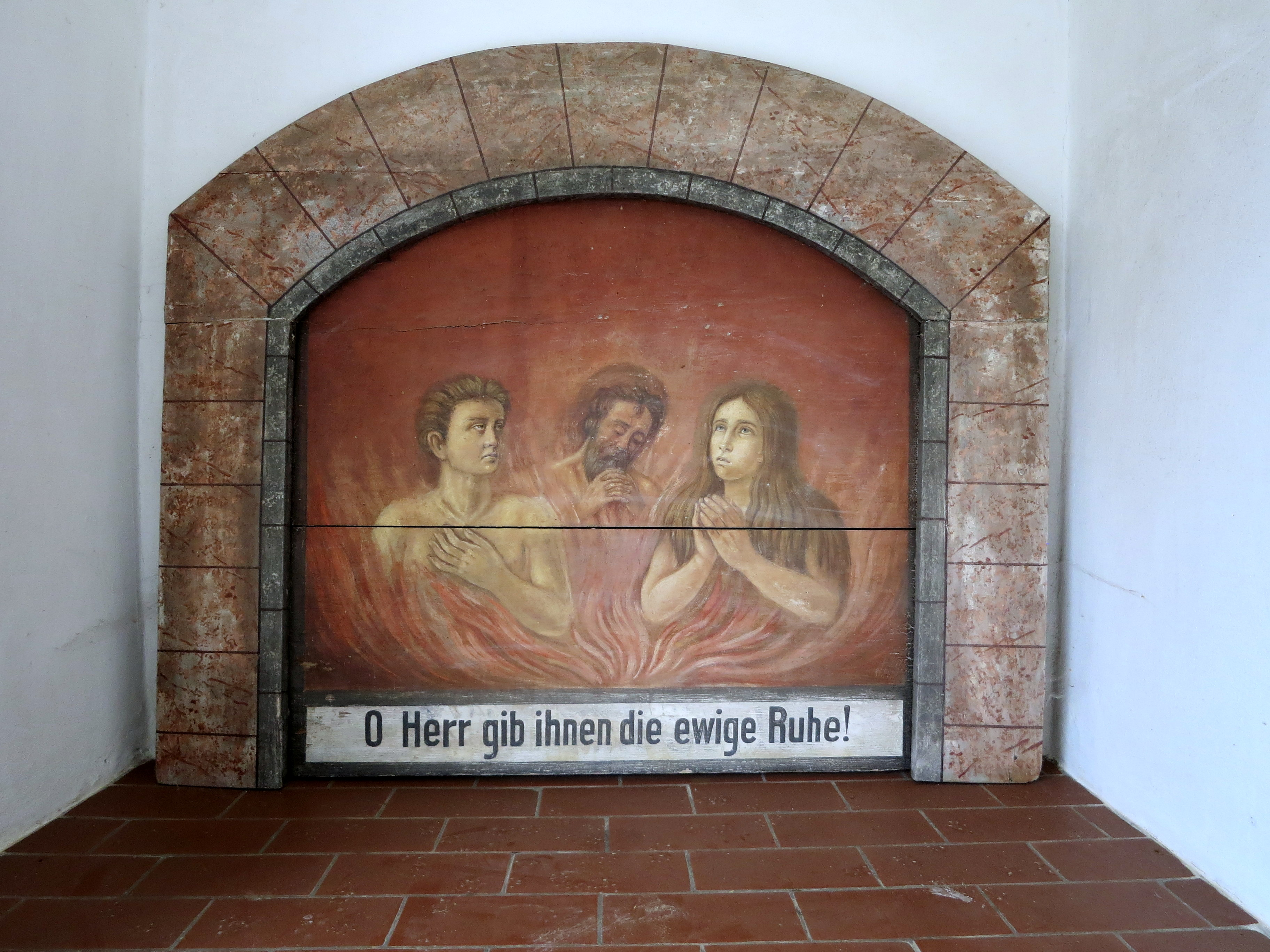
Fegefeuernische am Eingang der Filialkirche
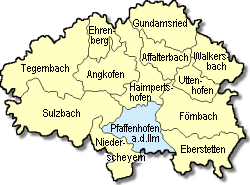
Eingemeindungen nach Pfaffenhofen an der Ilm in der Gebietsreform